# Pouch Attachment Ladder System
| PALS対応のナイフシースとメディカルキットポーチの裏側。装着に使うストラップとウェビングが確認できる。 |  | 接合部のアップ。 |
| PALS対応のナイフシースとメディカルキットポーチの裏側。装着に使うストラップとウェビングが確認できる。 |  | 接合部のアップ。 |

Pouch Attachment Ladder System（ポーチ・アタッチメント・ラダー・システム、PALS、パルス）は、米軍ネイティック兵士センターによって開発された装備品の取り付けシステムである。タクティカルベストやバックパックといったプラットフォームに、弾倉用ポーチや各種アクセサリーを容易かつ頑丈に取り付けることができる。MOLLEとも呼ばれている。
複数国で使用されており、中には同一規格でない物もあるが、それらも本項で解説する。

## 概要

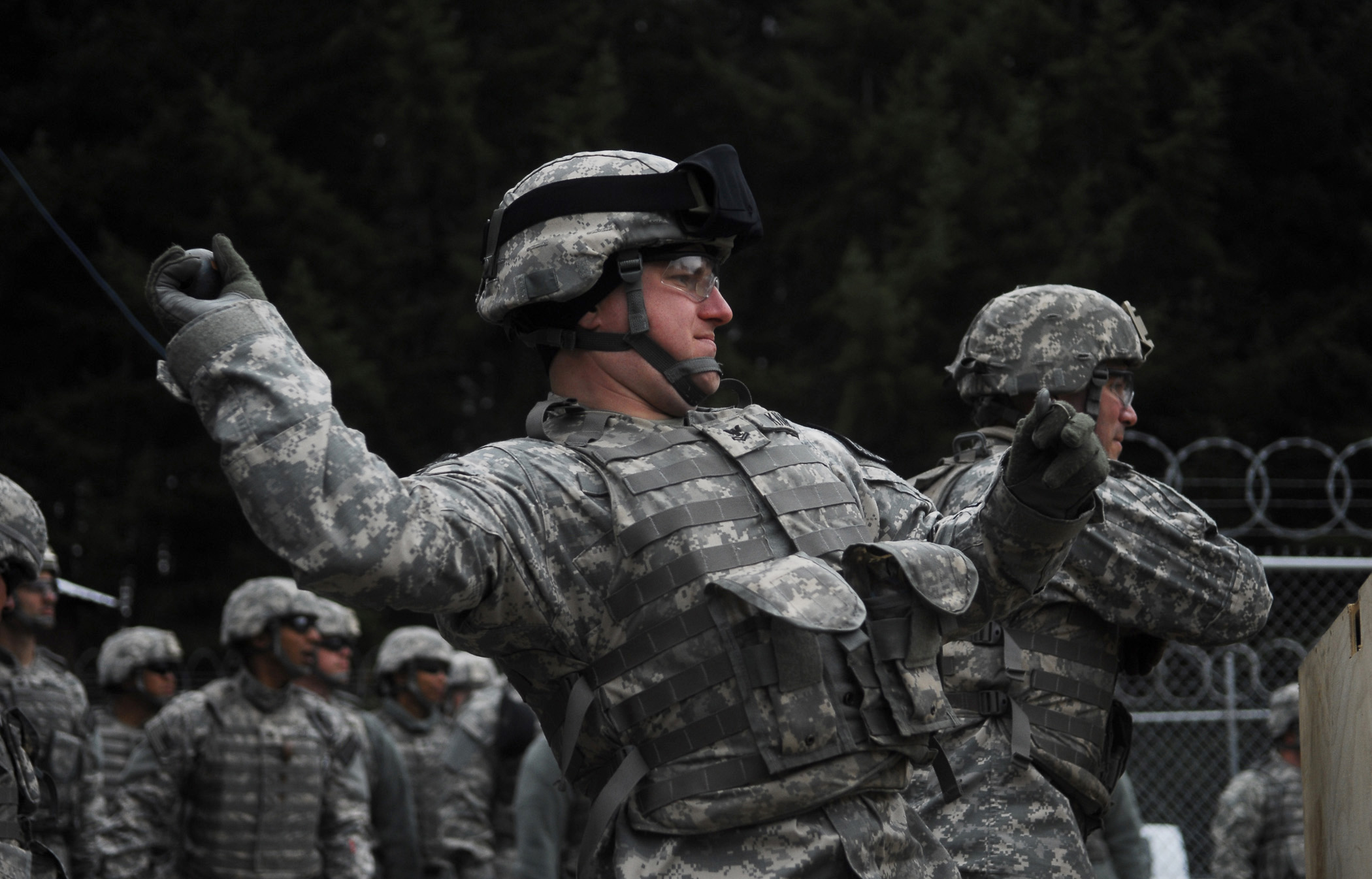
インターセプターボディアーマーを着たアメリカ軍兵士。アーマー全体にPALSテープが縫い付けられている。

PALSを採用したプラットフォームには、表面にMil-W-43668タイプIIIナイロンウェビング（民生品ではタイプIIIaも使用される）と呼ばれる幅1インチ(約2.5 cm)の帯が、上下1インチの間隔で頑丈に縫い付けられている。さらに帯には取り付けたポーチ類が横ずれするのを防ぐため1.5インチ(約3.8 cm)間隔の縦の縫い目があり、この外見からPALSに対応したプラットフォームは容易に判別できる。取り付けるためのポーチ、アクセサリー類には、この帯の幅に対応した取り付け用ストラップと固定用ウェビングがついている。
従来の戦闘用ベストはライフルマン用、SAW用、狙撃兵用など任務によって複数の種類があった上、同じ用途でも製造会社によってポーチの位置や数は異なっていたが、PALSの採用以降は、基礎になるベストやバックパックに、各種アクセサリーを用途や使用者の体格や好みに合わせて柔軟に配置する事ができるようになった。
帯を縫いつけた単純な構造ながら、CODURA1000ナイロン素材と縫製技術の向上により見た目以上に頑丈で、装備品を強く引っ張ってもびくともしないほか、磨耗にも強い。
上下の間隔なくウェビングを縫い付けることで旧式のALICE装備に対応させたり、横向きだけでなく縦向きにもウェビングを縫い付ける（ドイツ連邦軍が採用）ことでポーチを真横に向けられるようにするなどの工夫も見られる。

### プラットフォーム
PALSウェビングは主に戦闘ベスト、バックパック、ボディーアーマーに採用されているが、太ももに取り付けられる物など、多様化している。

### アクセサリー
アクセサリーポーチは、弾倉や手榴弾、無線機、GPS、ナイフシース、衛生キット、ガスマスク、書類、警棒、水筒、コンパス、スマートフォン、汎用など多くのメーカーから多様な収納物に対応したものが登場している。またポーチなどの表面にさらにPALSウェビングを設けた物もあり、装備の上に別の装備を重ね着けする事もできる。
旧来の装備システムであるALICE装備や、通常のベルトループ固定式のナイフシースをPALS採用品に装着するためのアダプターも存在し、これらはALICE装備からPALS対応のMOLLE装備に更新される過渡期の米軍で支給されていた。

### 装着方法
ポーチ側のストラップを、プラットフォームのウェビングとポーチのウェビングに交互に通し、最後にスナップボタンで留めるだけで容易に装着できる。取り外す場合は、スナップボタンをはずしてストラップを引き抜く。

## 各国での採用例

### アメリカ
アメリカ軍が個人装備システムとして採用したMOLLE（MOdular Lightweight Load-carrying Equipment）システムに、PALSウェビングが採用されている。
PALSの採用例として知名度が高く、PALSウェビングを使用する全てのシステムに対して、互換的にMOLLEという言葉が使われる事もある。
本システムは1997年に導入されたが、初期のMOLLEは、ラックサックの樹脂パーツの破損が目立つことなどから、現在では改良型のMOLLEⅡに移行している。
MOLLEは以下の要素から構成される。
タクティカルアサルトパネル
PALSウェビングで覆われたパネル状のシステム。Fighting Load Carrierベスト(FLCベスト)のような戦闘用ベスト単体、もしくはIOTVやSPCSの様なボディーアーマーと組み合わせて使用される。
ラックサック
ウェビングが配されており、これにより新たにポーチを取り付ける事が可能である。
ハイドレーション
外出先での水分補給のためのプラスチック製のハイドレーションパック。1クォートと2クォートのキャンティーンを置き換える。
モジュラーポーチ
PALSウェビングに取り付けられるポーチ類。MRE3食分を保持するポーチも含まれている。
MOLLEの取りつけ方式に基づいて、MALICEクリップなどのアダプターも開発されており、旧来のアリス装備のポーチもPALSで使用することができる。
米軍MOLLE装備は、日本国内の軍用品・米軍放出品の店においても多様な種類があり、他国の物より廉価な事もあって比較的入手しやすい。また、制式採用品でないが同規格のものも多くのメーカーで作られ、こちらも通販などで気軽に購入できる。
PALSを採用する類似システムとしてSPEARも存在する。

### イギリス

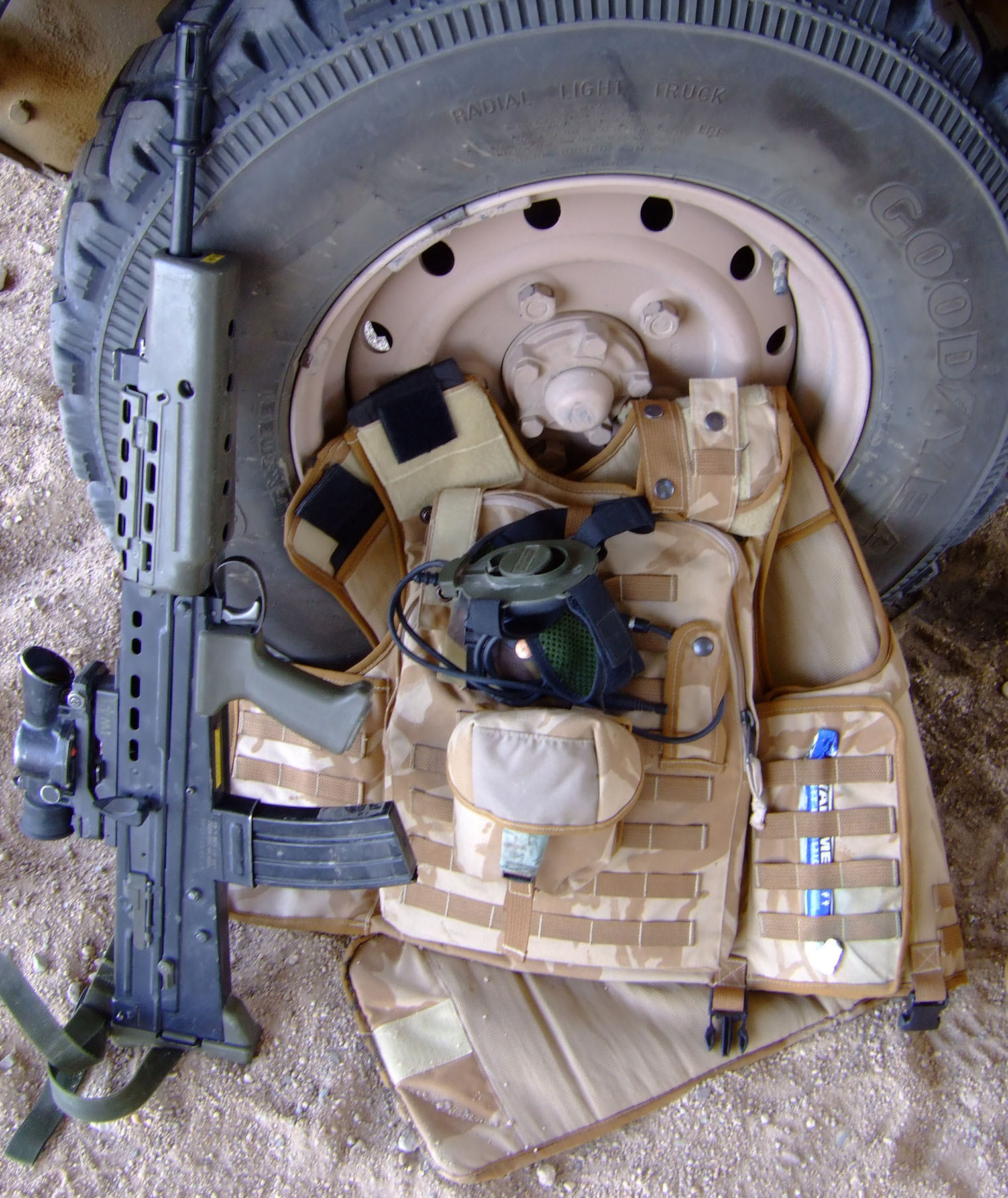
オスプレイボディーアーマー

イギリスではオスプレイボディーアーマーにPALSが採用されており、イラク派兵やアフガニスタンで使用されているのが確認できる。オスプレイボディーアーマーはMk1～Mk4まであるが、Mk3から米軍のPALSと互換性を持つインチ幅のウェビングが採用された様である。アフガニスタン派遣部隊に支給されたMk4ではMulti-Terrain Pattern(MTP)の物が採用されているが、これはウェビングの部分にも迷彩が施されている。

### ロシア
| デジタルフローラ迷彩柄の6Sh112ベスト。 |  | ポーチ裏。独特のフック状の部品が確認できる。 |
| デジタルフローラ迷彩柄の6Sh112ベスト。 |  | ポーチ裏。独特のフック状の部品が確認できる。 |

装備の近代化を進めるロシアでも、PALS(もしくは同等の規格)製品が普及し始めており、軍、省庁を問わず特殊部隊での普及率が高い。連邦軍に制式採用された6sh112ベストは空挺軍や山岳旅団、自動車化狙撃旅団に配備され、南オセチア紛争でも使用が確認されている。ロシア軍のPALS装備はスナップボタンでストラップ端を留める米英の物とポーチ類の固定方法が異なっており、フック状の部品をウェビングに引っ掛ける様にして固定する。
各社からベストと対応ポーチ類が発売されており、迷彩パターンも多様である。ロシア軍は他国の軍隊に比べて兵士の着用する装具、迷彩の統一感が薄く、各々の兵士が様々な製品を使用している光景がよく見られる。

### 日本

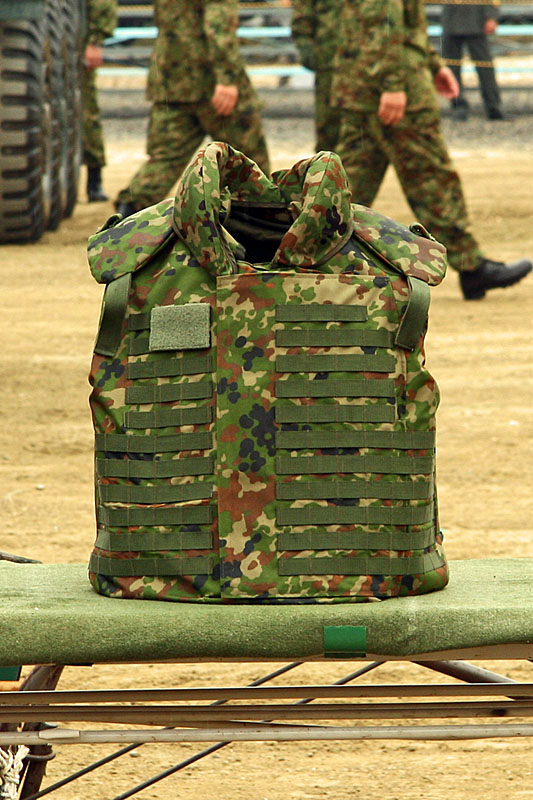
防弾チョッキ2型(写真は改良型の防弾チョッキ2型(改))

自衛隊の防弾チョッキ2型にはPALSと似たウェビングが取り付けられているが、従来のクリップ式装具に対応したものでPALS規格幅ではない。後継の防弾チョッキ3型ではPALSに変更されている。官給品ではないが、民間メーカーからは自衛隊の迷彩パターンのFLCベストなどが発売されている。

### オーストラリア
イラク戦争以降にオーストラリア軍は装備のPALS化を急激に進めたと言われており、官給品と見られるDPCU・DPDU迷彩のものが相当な数配備されている。
ウェビングつき装備ベルトや多様な種類のポーチなど、対応装備のバリエーションも豊富に見られる。

### その他の国々
アメリカと軍事的に繋がりの強い国や、アメリカの支援を受けている国に使用例が多い。グルジアやイラク、アフガニスタン、ポーランド、台湾でもPALS装備が使用されている。また、中国人民解放軍でも07式と呼ばれるPALS系装備が配備されており、アメリカのFLCベストに似たものを着用する兵士が確認されている。